# Naval Station Great Lakes
Base navale des Grands Lacs

La Naval Station Great Lakes est un quartier général de commandement pour l'entraînement de la marine des États-Unis, situé à North Chicago dans le comté de Lake (Illinois) sur le bord du lac Michigan. 
Il s'agit de la seconde installation militaire la plus importante de l'État de l'Illinois et le plus grand centre d'entrainement de la Navy. Elle compte quelque 1 153 bâtiments répartis sur 6,59 km2 et compte plus de 80 km de routes. Les 39 bâtiments d'origine, construits entre 1903 et 1927 furent dessinés par Jarvis Hunt.
Elle servit entre autres à la formation des pilotes des porte-avions d'eau douce de l'US Navy durant la Seconde guerre mondiale.
Elle abrite aussi le National Museum of the American Sailor (Musée national du marin américain).
Cette base a plusieurs surnoms dont "The Quarterdeck of the Navy" ou plus désobligeant, "Great Mistakes". 